# Chiesa di Santa Maria dell'Itria (Marsala)
La chiesa di Santa Maria dell'Itria, chiamata sinteticamente dai marsalesi Chiesa dell'Itria e volgarmente anche Chiesa del Cimitero è un edificio religioso di Marsala appartenente alla diocesi di Mazara del Vallo e alla forania di Marsala, dedicata alla Madonna Odigitria patrona principale della Sicilia.
La chiesa, con annesso monastero sede dell'Ordine degli agostiniani scalzi è ubicata al numero 7 di Piazza Sant'Agostino di Marsala, e sorge sopra una grotta nella quale si venera la sacra immagine della Madonna dell'Itria del secolo VIII, dipinta su tela che raffigura Maria con le mani rivolte verso l'alto con il bambino poggiato su una cassa, sostenuta da due eremiti.

## Origine e significato del nome
Itria è la corruzione del termine greco bizantino Ὁδηγήτρια Ηοdīghītria (da ὁδός hodòs 'via' e radice ἡγε- hīghe- 'condurre, guidare'), ovvero 'guida', 'colei che conduce'. L'epiteto Madonna dell'Itria/Madonna Odigitria può essere traducibile con 'la Madonna che guida/conduce', 'che indica la via', rappresentata da Gesù Bambino, tenuto in braccio e indicato con la mano destra dalla madre.

## Storia
La chiesa e il monastero sono stati costruiti tra il XVII e il XVIII secolo in seguito al ritrovamento del dipinto della Madonna dell’Itria e del miracolo ad 
esso collegato. Fin dalla sua istituzione la chiesa e il monastero sono la sede degli agostiniani scalzi di Marsala. Per un lungo periodo gli agostiniani scalzi di Marsala sono stati accorpati a quelli di Palermo e la chiesa con annesso monastero sono stati gestiti dalla sede di Palermo. Successivamente si è aperta una diatriba legale portata avanti dalla diocesi di Mazara del Vallo, che ne dichiarava l'appartenenza e la proprietà in quanto sita nel suo territorio e ne chiedeva la “gestione”, ottenendo successivamente l'esito sperato. Oggi la chiesa fa parte della diocesi di Mazara del Vallo, e gli agostiniani scalzi di Marsala hanno ottenuto l'autonomia.

## La Chiesa
L'interno della chiesa è molto diverso dallo stile originario, in quanto fu gravemente danneggiato. Durante le guerre e i conflitti tra i quali la seconda guerra mondiale i soldati si rifugiarono all'interno della chiesa e per riscaldassi dal freddo accendevano al suo interno del fuoco e dei falò bruciando tutto quello che era di arredo nella chiesa ivi compresi anche opere d'arti e dipinti di estremo valore sia culturale, spirituale e anche economico. L'esterno invece ha mantenuto il prospetto e lo stile architettonico originale.

### Stile architettonico
L'esterno della chiesa è di stile barocco mentre l'interno è in stile neoclassico.

#### Facciata
La facciata delle chiesa è di chiaro impatto barocco: si erge un portale di ingresso con ai due lati due colonne tortili su alti plinti che reggono un timpano spezzato barocco.
All'interno del timpano è presente una nicchia realizzata con pietra bianca dove è collocata una statua della Madonna dell'Itria con le mani rivolte verso l'alto e con il Bambino Gesù su una cassa sorretta da due eremiti. Ai due lati della nicchia sono presenti altre due statue. Il tetto dell'edificio di culto è sormontato da una croce e tra il muro della facciata e il tetto del monastero si trova un piccolo campanile con tre nicchie.

#### Interno
L'interno della chiesa è in stile neoclassico, a navata unica, con un altare maggiore e con altari minori laterali ai lati della navata. La copertura dell'edificio è a botte lunettata. Ogni altare minore laterale ha un tabernacolo in marmo, presente anche sull'altare maggiore. Accanto all'ingresso sul lato destro è presente un cancello che porta alla grotta dove fu trovato il dipinto della Madonna dell'Itria. Sempre sul lato destro è presente un sarcofago dove riposano le spoglie mortali di Padre Elia di Gesù e Maria padre agostiniano scalzo marsalese, al quale nel 2016 in occasione del suo 385º anniversario della nascita è stata intitolata una via.

## Opere
All'interno della chiesa sono presenti:
- un crocifisso ligneo del settecento,
- quattro dipinti raffiguranti la storia di Sant'Agostino
- una statua raffigurante Sant'Agostino
- una statua di Nicola da Tolentino.
- una statua di Santa Rita da Cascia posta nell'presbiterio dell'altare maggiore.

Inoltre sono presenti degli affreschi e nell'abside centrale dell'altare maggiore è presente un dipinto della Sacra Famiglia: si tratta di una copia de Le due Trinità di Bartolomé Esteban Murillo, di cui l'originale è conservato alla National Gallery di Londra.

## La grotta
La grotta, alla quale si accede da un cancello collocato sul lato destro della chiesa vicino all'ingresso, è provvista di una scalinata in pietra e marmo con balaustra in pietra. La parete superiore della grotta presenta decorazioni in stucco del settecento in basso rilievo realizzate dal marsalese Vincenzo Giglio che raffigurano degli angeli che sorreggono una corona con dietro un sipario in gesso; la parte sommitale è dipinta di azzurro con stucchi bianchi. All'interno della grotta si erge un altare decorato con marmi mischi. Sopra l'altare era collocata l'immagine della Madonna dell’Itria in olio su tela raffigurante Maria Santissima con le mani rivolte verso l'alto e Gesù bambino sopra ad una cassa sorretta da due eremiti.
Nel 2018 è stato scoperto e riportato alla luce dopo un intervento di restauro un affresco del 1200 raffigurante una Vergine orante,con le mani rivolte verso l'alto senza il bambinello.
L'affresco era stato coperto da altri affreschi dipinti su di esso e poi infine coperto con la tela raffigurante la Madonna dell'Itria.

## Area archeologica dei Niccolini
Adiacenti alla Chiesa dell'Itria e contigue al convento dei padri Agostiniani è presente l'area archeologica dei Niccolini dove sono presenti le catacombe. Durante un lavoro di scavo è stata scoperta una parete rocciosa di una chiesetta ricavata nella latomia e decorata con un grande affresco ora perduto.

### Ingrottati
Adiacente all'area archeologia dei Niccolini con annesse catacombe si trova una scala, dalla quale si accede agli ingrottati sottostanti. Negli ingrottati sono presenti vari arcosoli ad adornare le catacombe: due di essi sono dipinti con nastri, fiori e ghirlande, e tre sono disposti a croce; nell'insieme formano un vasto complesso decorato con rose su fondo bianco che sta a simboleggiare la primavera eterna nella vita dell'oltretomba con un'iscrizione in lingua greca dipinta di colore rosso adornata con decorazioni di ghirlande a treccia.
Inoltre sono presenti altri due complessi contigui con una pavimentazione realizzata a mosaico policromo dove è raffigurato un vaso biansato dal cui interno sgorgano zampilli d'acqua, in tutto adornato con decorazioni floreali. Nelle pareti sono dipinte scene di caccia, dove fa da scenario sullo sfondo un paesaggio con alberi e arbusti. Nella scena dipinta inoltre sono presenti una lepre e un edificio colonnato.

## Festa di Santa Rita da Cascia
Da alcuni anni la chiesa di Santa Maria dell'Itria organizza la festa in onore di Santa Rita da Cascia, festeggiamenti che prevedono una novena, un triduo, una processione e la benedizione delle rose.

## Progetto Easy Vision
Nel 2019 in occasione della scoperta dell'affresco della Vergine Orante avvenuto nel 2018 il Lions Club di Marsala e Easy Vision Italia hanno realizzato un video documentario sulla Chiesa e sull'affresco.
Inoltre attraverso una targhetta con un codice QR affisso all'ingresso dell'edificio sacro sarà possibile per le persone disabili, anziani sofferenti e malati sofferenti di vedere il video indirizzati automaticamente dal codice QR e di visitare virtualmente la Chiesa è la grotta.
Da alcuni anni infatti il locale Lions Club di Marsala realizza il progetto Easy Vision, che consiste nel dare la possibilità alle persone impossibilitate a recarsi in siti culturali come anziani sofferenti e disabili di visitare virtualmente attraverso dei codici QR stampati su delle apposite targhe affisse all'ingresso dei siti culturali leggibili con apposite app, e di visionare dei video documentari che sono realizzati appositamente. Questi video oltre ha essere destinati a queste persone sono visionabili a tutti, infatti si tratta di veri e propri documentari caricati anche sui principali siti web di piattaforme web di contenuti multimediali (video sharing), oltre che essere pubblicati sul proprio sito.